# Købeloven
Købeloven er en lov der regulerer forholdet mellem køber og sælger i alle former for køb af løsøre. Loven gælder således ikke for køb af fast ejendom og tjenesteydelser.
Købeloven regulerer navnlig:
- Købesummen
- Leveringsstedet
- Leveringstiden
- Risikoovergang
- Forsinkelse
- Mangler og mangelsbeføjelser
- Betydningen af visse salgsklausuler

Der findes et særligt afsnit om forbrugerkøb, der giver en særlig retsstilling for når en forbruger handler med en erhversdrivende. 
Købeloven er i vidt omfang deklaratorisk, hvilket betyder at de fleste bestemmelser kan fraviges ved aftale – dette gælder dog ikke forbrugerreglerne, som typisk er beskyttelsespræceptive. Dette betyder, at størstedelen af de fastsatte regler indenfor forbrugerkøbsret kun kan fraviges til fordel for forbrugeren. 